# Manuela Kuck
Manuela Kuck (* 8. Juni 1960  in Wolfsburg) ist eine deutsche Schriftstellerin, die unter ihrem eigenen Namen und unter dem Pseudonym Katharina Peters veröffentlicht.

## Leben
Manuela Kuck ist in Wolfsburg geboren und aufgewachsen. Nach dem Abitur zog sie nach Berlin und studierte Germanistik und Kunstgeschichte. Anschließend war sie eine Zeit lang als Fotosetzerin und Korrekturleserin in Wolfsburg, Gifhorn und Hannover tätig und schloss ebenfalls eine Ausbildung zur Bürokauffrau ab. Sie lebt heute als freie Autorin im südlichen Berliner Umland und veröffentlicht Regionalkrimis, Romane, Frauenliteratur und Kurzgeschichten.

## Publikationen
Trilogie:
1. Lindas Entscheidung. Roman. Krug & Schadenberg, Berlin 1997, ISBN 3-930041-11-1.
2. Neue Zeiten fur Linda. Roman. Krug & Schadenberg, Berlin 1998, ISBN 3-930041-13-8.
3. Lindas Ankunft. Roman. Krug & Schadenberg, Berlin 1999, ISBN 3-930041-18-9.

- Die Schattentänzerin. Roman. Krug & Schadenberg, Berlin 2000, ISBN 3-930041-23-5.
  - spanische Übersetzung: La bailarina de las sombras. Edition Egales, Barcelona / Madrid 2007, ISBN 978-84-88052-56-8.
- Die Boxerin. Roman. Krug & Schadenberg, Berlin 2002, ISBN 3-930041-29-4.
- Hungrige Herzen. Krug & Schadenberg, Berlin 2003, ISBN 3-930041-36-7.
- Die Rivalin. Krug & Schadenberg, Berlin 2005, ISBN 3-930041-46-4.
- Ariane. Roman. Krug & Schadenberg, Berlin 2006, ISBN 978-3-930041-53-4.
- Freispruch. Roman. Krug & Schadenberg, Berlin 2010, ISBN 978-3-930041-72-5.
- Ostbahnhof. Berlinkrimi. Emons Verlag, Köln 2011, ISBN 978-3-89705-851-4.

Johanna-Krass-Buchreihe / Wolfsburg-Krimis
- Tod in Wolfsburg. Niedersachsenkrimi. Emons Verlag, Köln 2010, ISBN 978-3-89705-752-4.
- Wolfstage. Niedersachsenkrimi. Emons Verlag, Köln 2011, ISBN 978-3-89705-862-0.
- Berlin Wolfsburg. Emons Verlag, Köln 2012, ISBN 978-3-89705-981-8.
- Verrat in Wolfsburg. Niedersachsenkrimi. Emons Verlag, Köln 2013, ISBN 978-3-95451-163-1.

### Als Katharina Peters
Rügen-Buchreihe / Romy Beccare ermittelt
- Hafenmord. Ein Rügenkrimi. Aufbau Verlag, Berlin 2012, ISBN 978-3-7466-2815-8.
- Dünenmord. Ein Rügenkrimi. Aufbau Verlag, Berlin 2012, ISBN 978-3-7466-2923-0.
- Klippenmord. Ein Rügenkrimi. Aufbau Verlag, Berlin 2014, ISBN 978-3-7466-3018-2.
- Bernsteinmord. Ein Rügenkrimi. Aufbau Verlag, Berlin 2015, ISBN 978-3-7466-3096-0.
- Leuchtturmmord. Ein Rügenkrimi. Aufbau Verlag, Berlin 2016, ISBN 978-3-7466-3206-3.
- Deichmord. Ein Rügenkrimi. Aufbau Verlag, Berlin 2017, ISBN 978-3-7466-3292-6.
- Strandmord. Ein Rügenkrimi. Aufbau Verlag, Berlin 2018, ISBN 978-3-7466-3394-7.
- Fischermord. Ein Rügenkrimi. Aufbau Verlag, Berlin 2019, ISBN 978-3-7466-3446-3.
- Schiffsmord. Ein Rügenkrimi. Aufbau Verlag, Berlin 2020, ISBN 978-3-7466-3562-0.
- Ankermord. Ein Rügenkrimi. Aufbau Verlag, Berlin 2021, ISBN 978-3-7466-3637-5.
- Ufermord. Ein Rügen-Krimi. Aufbau Verlag, Berlin 2022, ISBN 978-3-7466-3774-7[2]
- Inselmord. Ein Rügen-Krimi. Aufbau Verlag, Berlin 2023, ISBN 978-3-7466-3773-0.
- Wintermord. Ein Rügen-Krimi. Aufbau Verlag, Berlin 2024, ISBN 978-3-7466-4044-0.

Hannah-Jakob-Thriller
- Herztod. Thriller. (Hannah Jakob ermittelt, Bd. 1). Rütten & Loening, Berlin 2013, ISBN 978-3-352-00864-1.
- Wachkoma. Thriller. (Hannah Jakob ermittelt, Bd. 2). Aufbau Verlag, Berlin 2014, ISBN 978-3-7466-3056-4.
- Vergeltung. Thriller. (Hannah Jakob ermittelt, Bd. 3). Aufbau Verlag, Berlin 2015, ISBN 978-3-7466-3145-5.
- Abrechnung. Thriller. (Hannah Jakob ermittelt, Bd. 4). Aufbau Verlag, Berlin 2016, ISBN 978-3-7466-3254-4.
- Toteneis. Thriller. (Hannah Jakob ermittelt, Bd. 5). Aufbau Verlag, Berlin 2017, ISBN 978-3-7466-3371-8.
- Abgrund. Thriller. (Hannah Jakob ermittelt, Bd. 6). Aufbau Verlag, Berlin 2019, ISBN 978-3-7466-3561-3.

Wismar-Buchreihe / Emma Klar ermittelt
- Todesstrand. Ein Ostsee-Krimi. Aufbau Verlag, Berlin 2017, ISBN 978-3-7466-3273-5.
- Todeshaff. Ein Ostsee-Krimi. Aufbau Verlag, Berlin 2017, ISBN 978-3-7466-3323-7.
- Todeswoge. Ein Ostsee-Krimi. Aufbau Verlag, Berlin 2018, ISBN 978-3-7466-3415-9.
- Todesklippe. Ein Ostsee-Krimi. Aufbau Verlag, Berlin 2019, ISBN 978-3-7466-3543-9.
- Todeswall. Ein Ostsee-Krimi. Aufbau Verlag, Berlin 2020, ISBN 978-3-7466-3638-2.
- Todeswelle. Ein Ostsee-Krimi. Aufbau Verlag, Berlin 2021, ISBN 978-3-7466-3775-4.
- Todesbrandung. Ein Ostsee-Krimi. Aufbau Verlag, Berlin 2022, ISBN 978-3-7466-3954-3.
- Todesküste. Ein Ostsee-Krimi. Aufbau Verlag, Berlin 2023, ISBN 978-3-7466-4027-3.

Bornholm-Buchreihe / Sarah Pirohl ermittelt
- Bornholmer Schatten. Kriminalroman. Aufbau Verlag, Berlin 2020, ISBN 978-3-7466-3639-9.
- Bornholmer Falle. Kriminalroman. Aufbau Verlag, Berlin 2021, ISBN 978-3-7466-3772-3.
- Bornholmer Flucht. Kriminalroman. Aufbau Verlag, Berlin 2022, ISBN 978-3-7466-3771-6.
- Bornholmer Finale. Kriminalroman. Aufbau Verlag, Berlin 2023, ISBN 978-3-7466-4045-7.
- Bornholmer Geheimnis. Kriminalroman. Aufbau Verlag, Berlin 2024, ISBN 978-3-7466-4046-4.